# 小行星13258
小行星13258（13258 Bej）是一颗绕太阳运转的小行星，为主小行星带小行星。该小行星于1998年8月17日发现。

## 轨道参数
小行星13258的轨道半长轴为2.3721877 UA，离心率为0.093。